# Moritz Kleine-Brockhoff
Moritz Kleine-Brockhoff (Essen, 10 maggio 1968) è un ex cestista e giornalista tedesco.

## Carriera
Con la Germania ha disputato i Campionati europei del 1993.

## Palmarès
- Campionato tedesco: 5

Bayer Leverkusen: 1989-90, 1990-91, 1991-92, 1992-93, 1993-94
- Coppa di Germania: 3

Bayer Giants Leverkusen: 1990, 1991, 1993